# Léon Duguit
Léon Duguit (n. 4 februarie 1859, Libourne, Aquitaine, Franța – d. 18 decembrie 1928, Bordeaux, Franța) a fost un important cărturar francez de drept public (droit public). După un stagiu la Caen, din 1882 până în 1886, a fost numit la o catedră de drept constituțional la Universitatea din Bordeaux în 1892, unde unul dintre colegii săi era Émile Durkheim.
Noua teorie obiectivistă a dreptului public al lui Duguit, dezvoltată într-o rivalitate amiabilă cu colegul său Maurice Hauriou din Toulouse, avea să aibă un efect de durată asupra dezvoltării acestor părți de drept. În opinia lui Duguit, statul nu era un suveran mitic, în mod inerent superior tuturor subiecților săi, sau chiar o persoană juridică deosebit de puternică, ci doar un grup de oameni angajați în serviciul public, activitatea constituind și legitimând statul. Deși critică pentru noțiuni precum suveranitate, democrație, personalitate juridică și chiar proprietate, în măsura în care nu este legitimată de un scop social, s-a diferențiat de marxiști, subliniind funcția economiei pentru dezvoltarea statului.

## Lucrări
- L'État, le droit objectif et la loi positive.  Extracted as "Theory of Objective Law Anterior to the State" in Modern French Legal Philosophy, trans. Mrs Franklin W. Scott and Joseph P. Chamberlain (New York, Kelly, 1916;  South Hackensack NJ, Rothman,  1968), pp. 235-344
- L'État les gouvernants et les agents
- Souveraineté et liberté
- Les transformations du droit public
- Traité de droit constitutionnel
- „The Law and the State”. Harvard Law Review. 31: 1. 1917.
- Law in the Modern State. Tradus de Frida and Harold Laski. London: Allen & Unwin. 1922.[10]
- „Objective Law”. Columbia Law Review. 20: 817. 1920. „Objective Law II, III and IV”. Columbia Law Review. 21: 17, 126 and 242. 1921.  Translated by Margaret Grandgent and Ralph W. Gifford.